# Sabethes
Sabethes é um genero zoológico, pertencente à família Culicidae, que é vulgarmente chamada de mosquito. Algumas espécies desse género transmitem febre amarela aos humanos e macacos. São mosquitos que se desenvolvem em fitotelmatas como internódios de bambu e ocos de árvores. São insetos muito coloridos com habito hematofágico diúrno, sendo considerados mosquitos tímidos no que tange a aproximação do hospedeiro.